# Neivamyrmex jerrmanni
Neivamyrmex jerrmanni är en myrart som först beskrevs av Auguste-Henri Forel 1901.  Neivamyrmex jerrmanni ingår i släktet Neivamyrmex och familjen myror. Inga underarter finns listade i Catalogue of Life.